# Sandy Valley
Sandy Valley é uma Região censo-designada localizada no estado americano de Nevada, no Condado de Clark.

## Demografia
Segundo o censo americano de 2000, a sua população era de 1804 habitantes.

## Geografia
De acordo com o United States Census Bureau tem uma área de 145,1 km², dos quais 145,1 km² cobertos por terra e 0,0 km² cobertos por água.

## Localidades na vizinhança
O diagrama seguinte representa as localidades num raio de 48 km ao redor de Sandy Valley.